# Alessandrino

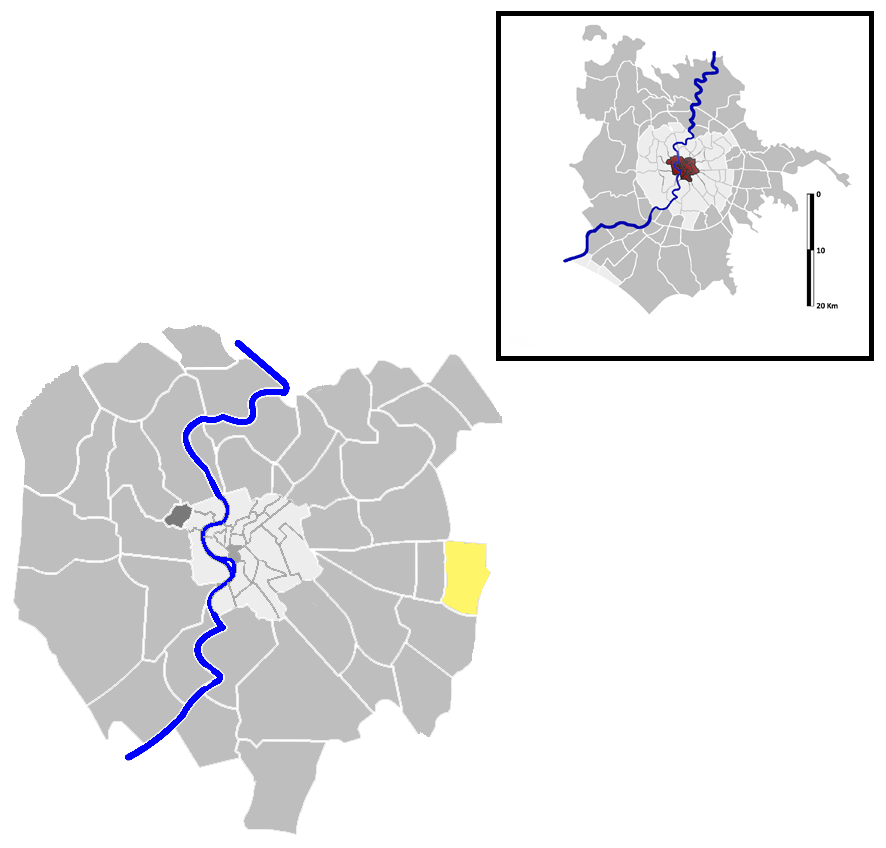
Quartiere Alessandrino

Alessandrino é o vigésimo-terceiro quartiere de Roma e normalmente indicado como Q. XXIII. Seu nome é uma referência ao Aqueduto Alexandrino, obra do imperador romano Alexandre Severo (r. 222-235).

## Geografia
O quartiere Alessandrino fica na região leste da cidade. Suas fronteiras são:
- ao norte está a zona Z. VIII Tor Sapienza, separada pela Via Prenestina, da Viale Palmiro Togliatti até a Via di Tor Tre Teste.
- a leste está a zona Z. XII Torre Spaccata, separada pela Via di Tor Tre Teste inteira, da Via Prenestina até a Via Casilina.
- ao sul está o quartiere Q. XXIV Don Bosco, separado pela Via Casilina, da Via di Tor Tre Teste até a Viale Palmiro Togliatti.
- a oeste está o quartiere Q. XIX Prenestino-Centocelle, separado pela Viale Palmiro Togliatti, da Via Casilina até a Via Prenestina.

Além disto, os bairros históricos de Quarticciolo e Tor di Tre Teste são parte deste quartiere.

## História
Alessandrino foi criado em 1961 a partir da transformação do antigo subúrbio S. IV Prenestino-Labicano. Ainda hoje existem placas com a numeração "S. IV" no quartiere. Durante a ocupação alemã de Roma, esta região foi importante para a resistência romana graças ao bando Gobbo del Quarticciolo, de Giuseppe Albano, que o controlava. Por conta disto, os alemães consideravam a região um "ninho de vespas", juntamente com as zonas Centocelle, Torpignattara, Quadraro e o borgo Gordiani.
Em março de 2013, na esquina entre a Via Prenestina e a Via di Tor Tre Teste, durante as obras de construção de um novo edifício, foi encontrada uma necrópole do período entre o século I a.C. e II d.C. no trajeto da antiga Via Prenestina. A parte descoberta da estrada tem 50 metros de comprimento por 4 de largura e com duas calçadas com 2 metros de largura que separam 22 mausoléus: no lado norte, onze de planta quadrada e do lado sul, outros dez planta quadrada e um de planta circular. Foram descobertos também 105 túmulos e diversos urnas funerárias.

## Vias e monumentos
- Parco Alessandrino
  - Città Alessandrina[2]
- Parco Davide Franceschetti
- Parco Giovanni Palatucci (antigo Parco di Tor Tre Teste)
- Via Casilina
- Via Prenestina

### Antiguidades romanas
- Aqueduto Alexandrino

## Edifícios

### Outros edifícios
- Anfiteatro di Tor Tre Teste
- Teatro Biblioteca Quarticciolo

### Igrejas
- Ascensione di Nostro Signore Gesù Cristo
- San Giustino
- Cappella delle Ancelle dell'Immacolata
- San Francesco di Sales
- Santa Teresa
- San Tommaso d'Aquino
- Dio Padre Misericordioso

Templos não católicos
- Igreja evangélica batista na Via delle Spighe